# Signy-Avenex
Pour les articles homonymes, voir Signy.
Signy-Avenex [siɲi avnɛ]  est une commune suisse du canton de Vaud, située dans le district de Nyon.

## Population et société

### Gentilé et surnom
Les habitants de la commune se nomment les Signérans,.
Ils sont surnommés les Singes, (un habitant d'Avenex aurait possédé un singe).

### Démographie
Signy-Avenex compte 586 habitants au 31 décembre 2022 pour une densité de population de 304 hab/km2. Sur la période 2010-2019, sa population a augmenté de 34,4 % (canton : 12,9 % ; Suisse : 9,4 %).  